# Renato Moreno
Renato Moreno, nome artístico de Renato Taveira dos Santos (Rio de Janeiro, c. 1973 é um compositor brasileiro. É conhecido por ser um dos maiores arrecadadores de direitos autorais no Brasil.

## Biografia
Renato Moreno é filho de músico e, desde de pequeno, vivia no meio musical. Aos 15 anos de idade, começou a trabalhar em loja de CDs. Foi nesse período que surgiu o convite dos amigos, que assinaram com a Sony Music e pediram para que Renato compusesse alguma música pra eles. No início, Renato não levou a sério, mais dali em diante sua vida mudou completamente.
Apesar da maioria de seus sucessos terem ganhado o país através das bandas de forró eletrônico do estado do Ceará, Renato Moreno compõe para artistas de vários estilos musicais e de várias partes do Brasil.
A ligação desse grande compositor com o Ceará vai além. O carioca, filho de pai cearense teve como seu primeiro grande sucesso a canção "Patricinha", da banda Forró Saborear, que foi formada em São Paulo mas fez muito sucesso em Fortaleza.
“Acredito que a música do Nordeste hoje seja uma das maiores potências e em evolução, com um intercâmbio muito grande entre compositores da região com todo Brasil”. (Renato Moreno)

## Trilhas sonoras
- Para a novela Avenida Brasil, Renato Moreno compôs a canção "Correndo Atrás de Mim", interpretada pela banda Aviões do Forró;[7]
- Na novela A Regra do Jogo, duas composições de Renato Moreno viraram trilhas sonoras:"A Dona do Barraco", interpretada pela banda Calcinha Preta, que foi tema da personagem Adisabeba (Suzana Vieira), e a canção "Safadim", tema do personagem Oziel (Fábio Lago) e interpretada pela banda Aviôes do Forró.[8]